# Puget
Puget – miejscowość i gmina we Francji, w regionie Prowansja-Alpy-Lazurowe Wybrzeże, w departamencie Vaucluse.
Według danych na rok 1990 gminę zamieszkiwało 475 osób, a gęstość zaludnienia wynosiła 27 osób/km² (wśród 963 gmin regionu Prowansja-Alpy-W. Lazurowe Puget plasuje się na 493. miejscu pod względem liczby ludności, natomiast pod względem powierzchni na miejscu 546.).

## Populacja

Populacja Puget w latach 1962-2008